# Ullmann Gyula
Lovag erényi Ullmann Gyula (Pest, 1872. február 5. – Budapest, Terézváros, 1926. június 11.) magyar műépítész.

## Élete
Ullmann Imre (1844–1896) kereskedő és Herzl Júlia (1850–1922) első gyermekeként született. 1894-ben a budapesti József Műegyetemen szerezte meg oklevelét. Tanulmányai befejezését követően Kármán Géza Aladárral társult. Önállóan is felépített pár budapesti bérházat és villát. 1913. szeptember 22-én kikeresztelkedett a katolikus vallásra. Halálát cukorbetegség okozta.

## Családja
Első felesége Weiss Éva (1880–1944) volt, Weiss Berthold és Blau Hermina lánya, akit 1899. december 16-án vett nőül. 1916-ban elváltak. 1918. november 3-án Budapesten, a Terézvárosban házasságot kötött a nála 17 évvel fiatalabb Gardé Irén Mártával, Gardé Henrik és Frank Klára Jozefa leányával.
Gyermekei:
- erényi Ullmann Sarolta Erzsébet (1900–1980). Férje Heilmann Ernő (1888–1945) műépítész.
- erényi Ullmann Ferenc (1903–1944) könyvkiadó, a holokauszt áldozata lett.

## Munkái
- 1901. Izraelita Leányárvaház, Budapest XIV. kerület, Jókai utca 29.[5] (ma Uzsoki Utcai Kórház) (Kármán Aladárral)
- 1904. Röser-bazár Archiválva 2019. november 9-i dátummal a Wayback Machine-ben negyedik emelete, Budapest V. kerület, Károly körút 22., Semmelweis utca 19. átjáróház (Kármán Aladárral)
- 1906. Hermész-udvar Archiválva 2018. augusztus 27-i dátummal a Wayback Machine-ben, Budapest V. kerület, Petőfi Sándor utca 5. (Kármán Aladárral)
- 1908. Magyar Cukoripari Rt. bérháza Archiválva 2019. november 9-i dátummal a Wayback Machine-ben, Budapest V. kerület, Október 6. utca 10., Zrínyi utca 14. (Kármán Aladárral)
- 1910. Kármán-bérház Archiválva 2019. július 1-i dátummal a Wayback Machine-ben, Budapest V. kerület, Hold utca 15. (Kármán Aladárral)
- 1910. Fischer üzlet és bérház Archiválva 2019. november 9-i dátummal a Wayback Machine-ben, Budapest V. kerület, Harmincad utca 3., Bécsi utca 10. (Kármán Aladárral)
- 1912. Belvárosi Áruház Archiválva 2019. november 9-i dátummal a Wayback Machine-ben, Budapest V. kerület, Kristóf tér 1., Váci utca 5., Türr István utca 9. (Kármán Aladárral)
- 1913. MFTR-, későbbi Mahart-székház Archiválva 2019. november 9-i dátummal a Wayback Machine-ben, Budapest V. kerület, Apáczai Csere János utca 11. (Kármán Aladárral)

## Egyéb irodalom
- (szerk.) Rozsnyai József: Építőművészek Ybl és Lechner korában, Terc Kereskedelmi és Szolgáltató Kft., Budapest, 2015, ISBN 978-615-5445-12-5
- Fővárosi almanach, lexikon és útmutató. A székesfővárosi tisztviselői kar közreműködésével szerk. és kiadja Guthi Imre. 1916–1918. Ötödik kiadás. Légrády Testvérek, Budapest